# Ariadna perkinsi
Ariadna perkinsi là một loài nhện trong họ Segestriidae.
Loài này thuộc chi Ariadna. Ariadna perkinsi được Eugène Simon miêu tả năm 1900.